# Ivan Franta

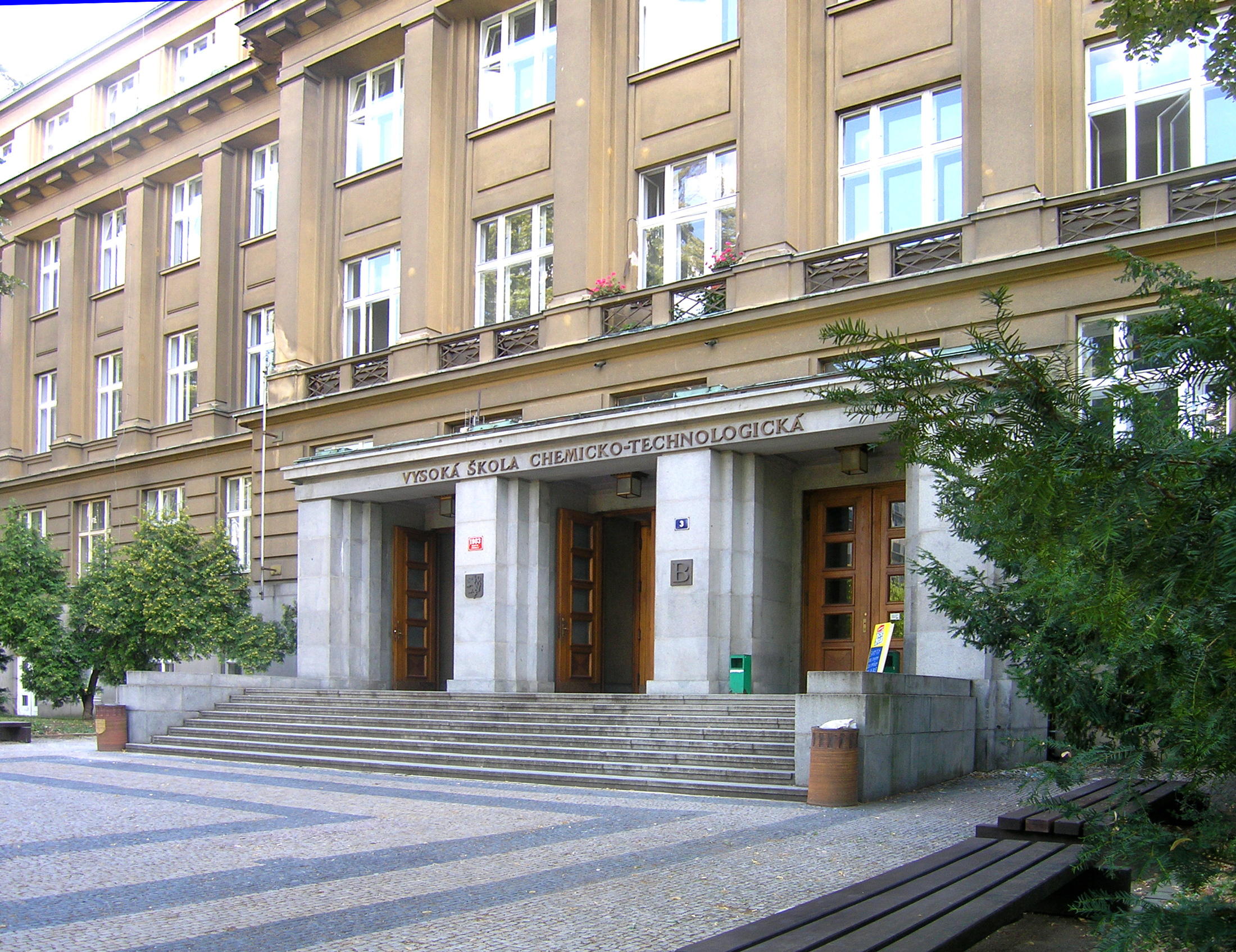
Hlavní budova VŠCHT

Ivan Franta (21. srpna 1904 Vysoké Mýto – 22. ledna 1975 Praha) byl český chemik a přední československý odborník na gumárenskou technologii. Významně se podílel na budování gumárenského a plastikářského průmyslu v ČSSR. Pracoval ve výzkumu, v závodech i na vysoké škole. Byl výborným pedagogem a vychoval řadu specialistů v těchto oborech.
V roce 1953 založil katedru technologie kaučuku a plastických hmot na Vysoké škole chemicko-technologické (VŠCHT) a od roku 1955 se stal řádným profesorem technologie makromolekulárních látek. Založil knižnici Gumárenské technologie a byl autor a spoluautor mnoha patentů a vynálezů. Byl autorem řady knih a odborných článků publikovaných doma i v zahraničí.
V roce 1962 obdržel čestné uznání Českého svazu vědeckotechnických společností (ČSVTS) za dlouholetou práci, v roce 1972 získal medaili Emila Votočky za zásluhy o rozvoj. Měl významné postavení i v zahraničních odborných institucích a byl členem sekce pro polymery v Mezinárodní unii pro čistou a užitou chemii (IUPAC) v Curychu a titulárním členem Institution of Rubber Industry v Londýně.

## Vzdělání a kariera
Ivan Franta se narodil 21.8.1904 ve Vysokém Mýtě, kde také vystudoval gymnázium. Pak přešel na Vyšší průmyslovou školu chemickou v Praze. V letech 1923 až 1928 studoval při zaměstnání Vysokou školu chemicko-technologickou (VŠCHT) v Praze. Ještě před dokončením studia pracoval v letech 1928 až 29 jako demonstrátor a v letech 1929 až 1933 jako asistent u profesora Krauze v Ústavu technologie látek výbušných a látek organických. Zabýval se zde chemií přírodních látek, olejů, pryskyřic i kaučuků. V roce získal 1933 doktorát technických věd za dizertační práci Studie o kaučuko-olejnatých lacích.

### Předválečné období

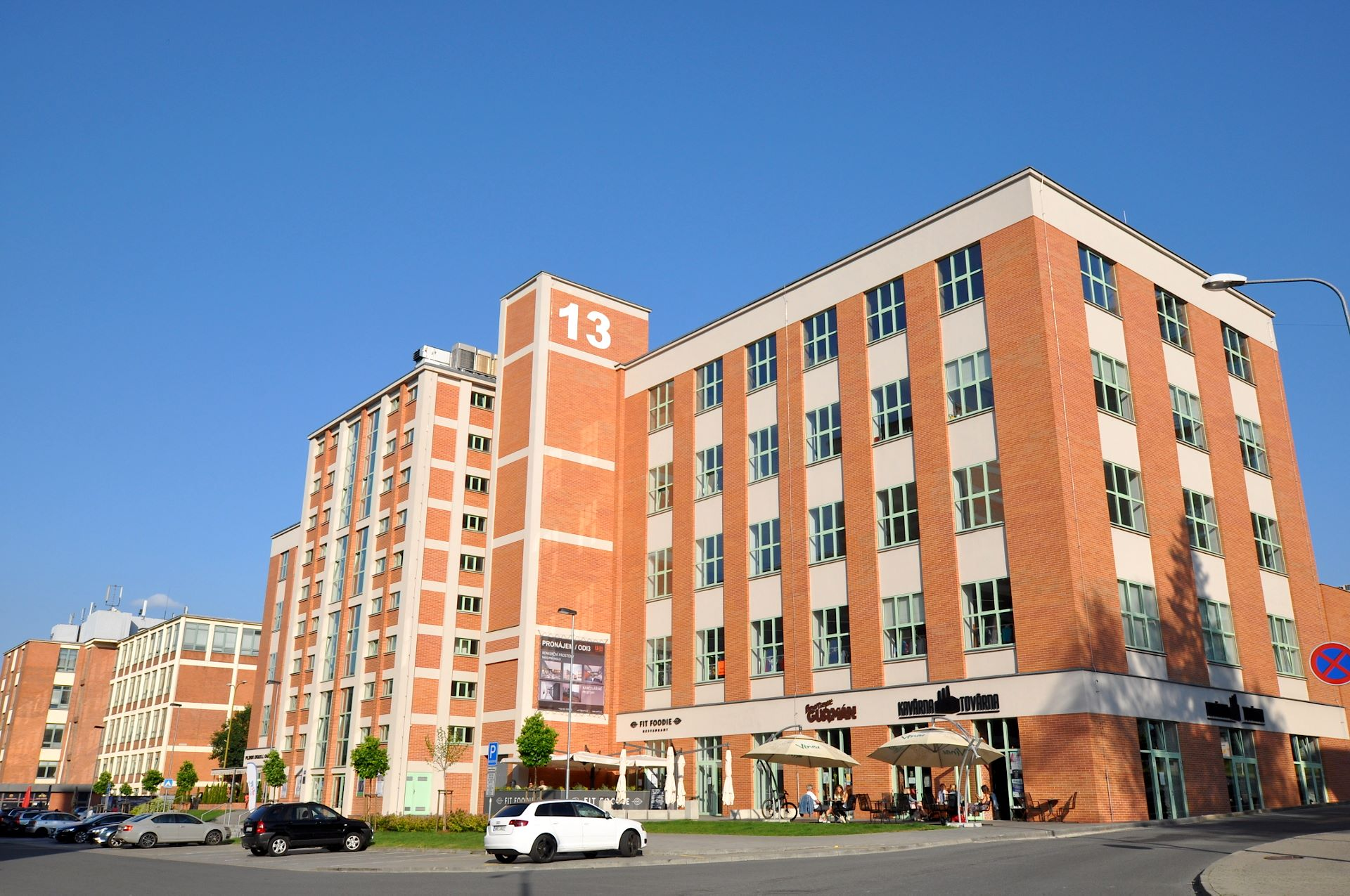
Současná podoba Svitu - bývalých Baťových závodů ve Zlíně

V roce 1933 začal pracovat pro společnost Baťa ve Zlíně, kde se brzy stal vedoucím gumárenské laboratoře. Výroba pryžové obuvi a pneumatik se dostala na jedno z nejpřednějších míst na světě také zásluhou této laboratoře, která prováděla materiálový a technologický výzkum a kontrolu jednotlivých provozů kvůli dodržování technologických postupů.
V roce 1938 přešel do sesterského závodu Fatra v Napajedlích. Jeho úkolem bylo dobudovat a vést laboratoř, která se zabývala zpracovatelským výzkumem prvních plastů (PVC). Především však provozně zajišťovala výrobu lisované technické pryže, pogumovaných tkanin, plynových masek, ochranných oděvů, gumových člunů, hadic nebo hraček. Během své praxe se zabýval i pedagogickou činností na závodě a také na Vyšší průmyslové škole chemické a ve Studijním ústavu ve Zlíně. Přednášel zde gumárenskou technologii a napsal první česká skripta z tohoto oboru.

### Poválečné období

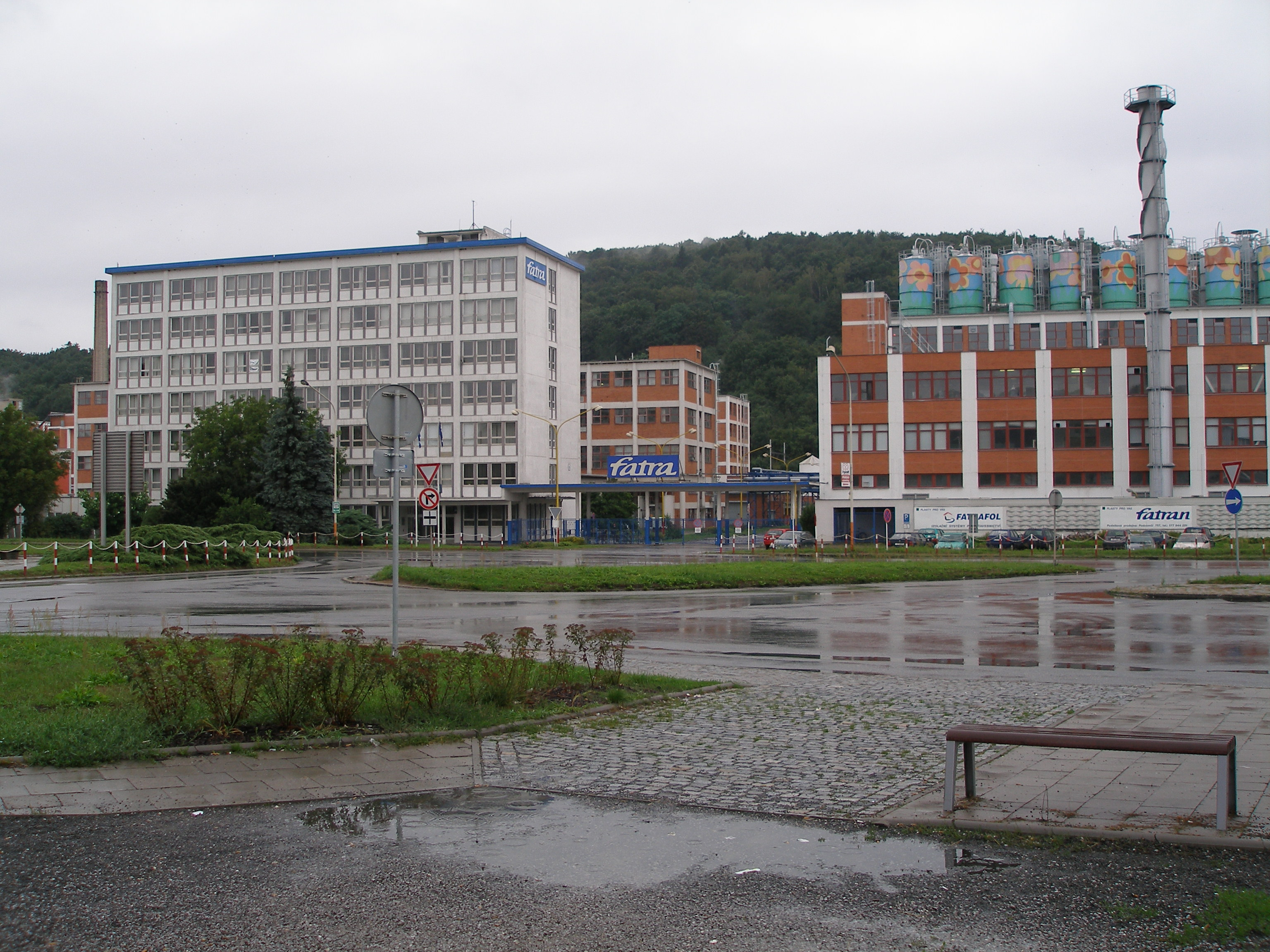
Současná podoba Fatry v Napajedlích

Po válce v roce 1945 se stal technickým vedoucím závodu Fatra a v roce 1946 byl jmenován podnikovým ředitelem Fatry Napajedla, která se oddělila od koncernu Baťa a sdružovala i závody Optimit Odry, Gumárny Zubří a Granitol Olomouc. Franta prosadil oddělení výrobních programů podniků - závod v Napajedlích rozvíjel výhradně zpracování plastů a gumárenské výroby byly soustředěny do jiných specializovaných závodů. Roku 1949 byl Franta pověřen vybudováním a řízením Ústavu gumárenské technologie ve Zlíně.
Roku 1953 byl pověřen vedením právě vzniklého oddělení zpracování kaučuků a plastických hmot na katedře plastických hmot VŠCHT Praha. Roku 1954 pak přešel natrvalo do Prahy jako vedoucí katedry technologie kaučuku a plastických hmot. Oddělení díky svým kontaktům vybavil potřebným zařízením - gumárenskými a plastikářskými stroji. Velmi kvalitní výuka tohoto oboru začala ve studijním roce 1953/54. Byl zde rozvinut i základní výzkum v oblasti fyziky polymerů, degradace a stabilizace polymerů (hlavně PVC), modifikace polymerů a vulkanizace kaučuku.
V roce 1955 byl Ivan Franta jmenován profesorem.

### Šedesátá a sedmdesátá léta

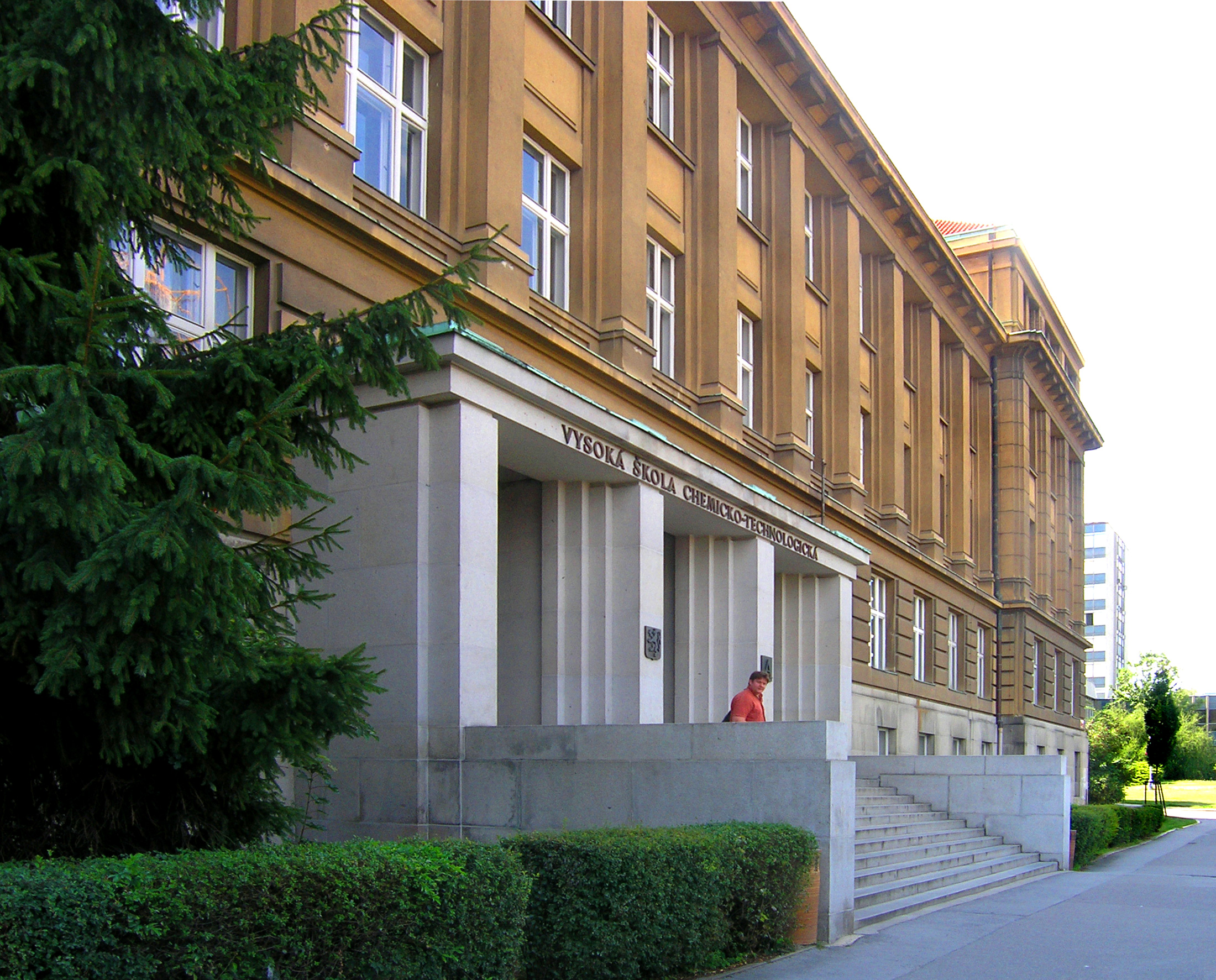
Budova VŠCHT

V letech 1956-1958 a 1964-1969 zastával Ivan Franta na VŠCHT Praha funkci děkana Fakulty organické technologie (FOT). Byl členem vědeckých rad FOT i VŠCHT Praha, předsedou komisí pro obhajoby kandidátských i doktorských dizertací pro obor technologie makromolekulárních látek, i komisí pro státní závěrečné zkoušky. Členem těchto komisí byl i na Slovenské technické univerzitě v Bratislavě a na VŠCHT v Pardubicích.
Za svého téměř dvacetiletého působení na VŠCHT Praha vychoval Ivan Franta přes 300 inženýrů a vyškolil 18 vědeckých pracovníků - kandidátů technických věd.
Byl také aktivně činný v Českém svazu vědeckotechnických společností (ČSVTS), kde po deset let předsedal Komisi pro plastické hmoty a pryž. Dále působil jako předseda redakční rady časopisu Plastické hmoty a kaučuk, jako předseda hodnotitelské komise pro výrobky z pryže Státní autorizované zkušebny 224 a jako člen hodnotitelské komise pro pneumatiky Státní autorizované zkušebny 211.
V roce 1971 byl odvolán z funkce vedoucího katedry. Ale až do konce svého života působil na VŠCHT Praha jako řadový vysokoškolský učitel. Zemřel 22.1.1975 v Praze.

## Dílo
Ivan Franta byl autorem řady knih. Odborné články publikoval doma i v zahraničí. Založil knižnici Gumárenské technologie a byl autor a spoluautor mnoha patentů a vynálezů. Tématem jeho publikací byly:
- Gumárenské suroviny
- Gumárenská technologie
- Skladba kaučukových směsí
- Přímé zpracování latexu
- Polyvinylchlorid (PVC) - jeho výroba a technologické zpracování